# Защита файлов Windows
Защита файлов Windows (англ. Windows File Protection, WFP) — технология, позволяющая запретить программам изменять или удалять наиболее важные системные файлы операционных систем семейства Windows. Защита критически важных системных файлов позволяет избежать ряда серьёзных проблем и сбоев в работе операционной системы и прикладного программного обеспечения, например, DLL hell.
Названия в различных версиях Windows:
- Защита файлов Windows — Windows 2000, Windows XP, Windows Server 2003.
- System File Protection — Windows ME.
- Защита ресурсов Windows — Windows Vista. Строго говоря, является другой технологией, но принцип работы схожий: на основе ACL проверяется, может ли тот или иной пользователь осуществлять операции с файлами (не только системными). Ещё одна цель — защита ключевых значений реестра.

Когда Windows File Protection активна, перезапись или удаление незаблокированного системного файла приводит к немедленному восстановлению его оригинальной версии, которая хранится в специальной системной папке. В операционных системах семейства Windows NT это %WINDIR%\system32\Dllcache, в Windows ME — %SYSTEMROOT%\Options\Install.
Все файлы, устанавливаемые операционной системой, защищены от изменения или удаления. Цифровая подпись этих файлов хранится в каталоге %SYSTEMROOT%\system32\catRoot\{F750E6C3-38EE-11D1-85E5-00C04FC295EE}. Изменение вышеназванных системных файлов разрешено только немногочисленным специальным компонентам, например, Установщик Windows или Установщик пакетов (англ. Package Installer). В противном случае файл возвращается в исходное состояние без каких-либо запросов или сообщений. Лишь тогда, когда Windows File Protection не удаётся найти требуемый файл самостоятельно, производится поиск в локальной сети, Интернете или выдаётся запрос пользователю с просьбой вставить установочный диск в дисковод.